# Грушевка (Волынская область)
Грушевка (укр. Грушівка) — село в Колодяжненской сельской общине Ковельского района Волынской области Украины.
Код КОАТУУ — 0722180402. Население по переписи 2001 года составляет 140 человек. Почтовый индекс — 45065. Телефонный код — 3352. Занимает площадь 0,13 км².